# Союз ТМА-12М
«Союз ТМА-12М» — российский пассажирский транспортный пилотируемый космический корабль, на котором был осуществлён полёт к Международной космической станции трёх участников экспедиции МКС-39. Это был 119-й пилотируемый полёт корабля типа «Союз», начиная с первого полёта в 1967 году, и 38-й полёт к МКС. Старт осуществлён 26 марта 2014 года, посадка спускаемого аппарата состоялась 11 сентября 2014 года.

## Экипаж
- (ФКА) Александр Скворцов (2-й космический полет) — командир экипажа;
- (НАСА) Стивен Суонсон (3) — бортинженер.
- (ФКА) Олег Артемьев (1) — бортинженер;

## Дублёры
- (ФКА) Александр Самокутяев (2-й космический полет) — командир экипажа;
- (ФКА) Елена Серова (1) — бортинженер;
- (НАСА) Барри Вилмор (2) — бортинженер.

## История

### Подготовка к полёту
2 октября 2013 года ракета-носитель Союз-ФГ была доставлена на космодром Байконур.
13 декабря 2013 года на Байконур доставлен пилотируемый космический корабль «Союз ТМА-12М».
13 января 2014 года расчеты РКК «Энергия» имени С. П. Королева и филиала ФГУП ЦЭНКИ — Космического центра «Южный» приступили к расконсервации корабля.
5 марта 2014 года в Центре подготовки космонавтов им. Ю. А. Гагарина завершились комплексные экзаменационные тренировки основного и дублирующего экипажей МКС-39/40.
13 марта 2014 года основной и дублирующий экипажи космического корабля «Союз ТМА-12М» прибыли на космодром «Байконур».
23 марта 2014 года ракета-носитель «Союз-ФГ» с пилотируемым космическим кораблём «Союз ТМА-12М» была вывезена на стартовую площадку космодрома Байконур.

### Полёт
26 марта 2014 года ракета-носитель «Союз-ФГ» с пилотируемым космическим кораблём «Союз ТМА-12М» стартовала с космодрома Байконур в 1:17 (MSK). Стыковка космического корабля с МКС была перенесена на 28 марта 2014 года, вместо запланированной 26 марта.
28 марта в 03 часа 53 минут 33 секунды по московскому времени корабль штатно пристыковался к стыковочному узлу малого исследовательского модуля «Поиск» российского сегмента Международной космической станции.
11 сентября 2014 года в 6:23 (MSK) корабль благополучно приземлился в 148 километрах к юго-востоку от казахстанского города Жезказган.